# Non resta che perdersi
Non resta che perdersi è un album musicale del gruppo Io?Drama pubblicato il 6 maggio del 2014.

## Tracce
1. Babele
2. Vergani Marelli 1
3. A piedi scalzi
4. Non resta che perdersi
5. Il sasso e lo stivale
6. Grooviera
7. Terra
8. Uno alla volta
9. Madreperla
10. Mi dimentico mi assolvo
11. Risveglio
12. Chiedilo alla cenere